# Омарова, Гульшад Диасовна
Гульша́т Диа́совна Ома́рова (другие варианты имени Гульшад, Гука, род. 1968, Алма-Ата) — казахстанская актриса, сценаристка и режиссёр.

## Биография
Родилась в Алма-Ате в семье журналистов, мать работала в «Вечернем Алматы», писала о культуре, отец — известный спортивный комментатор Диас Омаров. Дедушка был высокопоставленным чиновником Казахской ССР — министром культуры.
Бабушка была директором ВСК «Медео». В 1984 году, когда ей было 14 лет снялась в картине «Сладкий сок внутри травы», автором и режиссёром которой был Сергей Бодров. После окончания школы в Союзе кинематографистов в Москве встретилась с Сергеем Герасимовым, но он в тот год набирал группу исключительно для ребят из Азербайджана. Он посоветовал ей поступать на следующий год. В том же году Сергей Бодров через Госкино с трудом выбил ей место. Её смотрела подмастерье Баталова, сам Баталов уехал в Баку. Подмастерье осталась довольной ею и сказала что в следующем году её примут без экзаменов, но уехала обратно в Алма-Ату и поступила на заочное обучение Журналистики. После окончания факультета журналистики стала работать на телевидении. Была администратором, курьером, подсобным рабочим. Затем работала рекламщиком в компании Филипп Моррис Казахстан. С начала 2000-х живёт с сыном и другом в Голландии, город Роттердам. Благодаря Сергею Бодрову в 2004 году вышла картина «Шиза», где Омарова представила режиссёрский дебют, соавтором и сопродюсером которого стал Бодров.
В 2004 году была награждена премией Алисы (Alice Award) за фильм «Шиzа» в категории «Лучшая женщина-режиссёр» на Международном кинофестивале в Копенгагене .

## Фильмография
| Год  | Фильм                    | Участие            | Примечания                                     |
| ---- | ------------------------ | ------------------ | ---------------------------------------------- |
| 1984 | Сладкий сок внутри травы | Актриса            |                                                |
| 2001 | Сёстры                   | История Сценарист  |                                                |
| 2004 | Шиzа                     | Режиссёр Сценарист | премия Alice Award за лучшую женскую режиссуру |
| 2008 | Баксы                    | Режиссёр Сценарист |                                                |
| 2008 | Дочь якудзы              | сорежиссёр         |                                                |